# Kléber Pereira
Kléber João Boas Pereira (Peri Mirim, Brasil; 13 de agosto de 1975) es un exfutbolista brasileño que actuaba como atacante.
Comenzó su carrera en la Segunda División de la liga profesional brasileña, jugando para el Moto Club en 1996. Salvo seis meses en el Náutico de Pernambuco, Kléber permaneció en el Moto Club hasta 1999. A mediados de la temporada de 1999, Kléber fue transferido al Atlético Paranaense.
Permaneció en este club por 3 años, donde brilló y salió campeón, en 2003 emigra a México al club de fútbol Tigres de la UANL, permanece en este hasta el año 2004, paso sin pena ni gloria aunque fue considerado uno de los mejores jugadores, entonces fue traspasado al Veracruz donde solo estuvo un torneo (Apertura 2004), luego, gracias a su amigo Cuauhtémoc Blanco llega al Club América, donde salió campeón y posteriormente fue campeón de goleo en el torneo Apertura 2005, para después ser transferido al Necaxa para el torneo Apertura 2006. Luego, en 2007, jugó en el club de fútbol Santos.
Se retiró en 2013, en el club que lo vio nacer, el Moto Club.

## Clubes
| Club                    | País   | Año       | Goles |
| ----------------------- | ------ | --------- | ----- |
| Moto Club               | Brasil | 1995-1999 | 6     |
| Náutico (PE) (préstamo) | Brasil | 1996      | 0     |
| Sion (préstamo)         | Suiza  | 1997-1998 | 0     |
| Atlético Paranaense     | Brasil | 1999-2002 | 124   |
| Tigres de la UANL       | México | 2002-2004 | 19    |
| Veracruz                | México | 2004      | 2     |
| Club América            | México | 2005-2006 | 34    |
| Necaxa                  | México | 2006-2007 | 11    |
| Santos                  | Brasil | 2007-2010 | 76    |
| Internacional           | Brasil | 2010      | 0     |
| Vitória                 | Brasil | 2010-2011 | 1     |
| Moto Club               | Brasil | 2011-2013 | 0     |

## Estadísticas
| Club                         | Temporada     | Liga  | Liga  | Copa Nac. | Copa Nac. | Copa Inter. | Copa Inter. | Total | Total |
| Club                         | Temporada     | Part. | Goles | Part.     | Goles     | Part.       | Goles       | Part. | Goles |
| ---------------------------- | ------------- | ----- | ----- | --------- | --------- | ----------- | ----------- | ----- | ----- |
| Moto Club · Brasil           | 1996          | 10    | 0     | -         | -         | 3           | 0           | 13    | 0     |
| Moto Club · Brasil           | 1997          | 4     | 0     | -         | -         | -           | -           | 4     | 0     |
| Moto Club · Brasil           | 1998          | 10    | 0     | -         | -         | 0           | 0           | 10    | 0     |
| Moto Club · Brasil           | Total         | 69    | 9     | 0         | 0         | 10          | 5           | 79    | 15    |
| Atlético Paranaense · Brasil | 1999          | 10    | 0     | -         | -         | 3           | 0           | 13    | 0     |
| Atlético Paranaense · Brasil | 2000          | 10    | 8     | -         | -         | 3           | 0           | 13    | 8     |
| Atlético Paranaense · Brasil | 2001          | 6     | 3     | -         | -         | -           | -           | 32    | 13    |
| Atlético Paranaense · Brasil | 2002          | 15    | 1     | -         | -         | -           | -           | 25    | 11    |
| Atlético Paranaense · Brasil | Total         | 69    | 9     | 0         | 0         | 10          | 5           | 132   | 50    |
| Tigres de la UANL · México   | Clausura 2003 | 22    | 10    | -         | -         | -           | -           | 22    | 10    |
| Tigres de la UANL · México   | Apertura 2003 | 30    | 9     | -         | -         | -           | -           | 30    | 9     |
| Tigres de la UANL · México   | Total         | 52    | 19    | 0         | 0         | 0           | 0           | 52    | 19    |
| Veracruz · México            | Apertura 2004 | 14    | 2     | -         | -         | -           | -           | 14    | 2     |
| Veracruz · México            | Total         | 14    | 2     | 0         | 0         | 0           | 0           | 14    | 2     |
| Club América · México        | Clausura 2005 | 19    | 14    | -         | -         | -           | -           | 19    | 14    |
| Club América · México        | Apertura 2005 | 33    | 20    | -         | -         | 4           | 2           | 37    | 22    |
| Club América · México        | Total         | 52    | 34    | 0         | 0         | 4           | 2           | 56    | 36    |
| Necaxa · México              | Apertura 2006 | 29    | 11    | -         | -         | 8           | 5           | 37    | 16    |
| Necaxa · México              | Total         | 29    | 11    | 0         | 0         | 8           | 5           | 37    | 16    |
| Santos · Brasil              | 2007          | 21    | 13    | -         | -         | -           | -           | 21    | 13    |
| Santos · Brasil              | 2008          | 32    | 22    | 19        | 11        | 8           | 2           | 51    | 35    |
| Santos · Brasil              | 2009          | 32    | 14    | 19        | 11        | -           | -           | 51    | 35    |
| Santos · Brasil              | Total         | 29    | 11    | 0         | 0         | 8           | 5           | 37    | 16    |

## Palmarés

### Campeonatos regionales
| Título                | Equipo              | Región | Año  |
| --------------------- | ------------------- | ------ | ---- |
| Campeonato Paranaense | Atlético Paranaense | Paraná | 2000 |
| Campeonato Paranaense | Atlético Paranaense | Paraná | 2001 |

### Campeonatos nacionales
| Título               | Equipo              | País   | Año      |
| -------------------- | ------------------- | ------ | -------- |
| Serie A              | Atlético Paranaense | Brasil | 2001     |
| Liga MX              | América             | México | Cl. 2005 |
| Campeón de Campeones | América             | México | 2005     |

### Títulos internacionales
| Título                  | Equipo        | Sede         | Año  |
| ----------------------- | ------------- | ------------ | ---- |
| Copa Campeones CONCACAF | América       | México D. F. | 2006 |
| Copa Libertadores       | Internacional | Porto Alegre | 2010 |

### Distinciones individuales
| Distinción                                   | Año  |
| -------------------------------------------- | ---- |
| Goleador del Torneo Apertura (México)        | 2005 |
| Goleador de la Interliga                     | 2007 |
| Goleador del Campeonato Brasileño de Serie A | 2008 |